# Hardcore melódico
El hardcore melódico (conocido originalmente como "melodic hardcore") es un subgénero musical del hardcore punk. Musicalmente se trata de un estilo de punk con un ritmo rápido y con una base de guitarras potentes; pero mientras en el hardcore la voz es desgarrada y la estructura de las canciones son más crudas y directas, el melódico cuida mucho del aspecto rítmico en voz y en composición, siendo más ameno al escucharlo. Por lo general se canta en inglés, sin embargo se extiende alrededor del mundo, y no solamente en Estados Unidos.

## Orígenes
El estilo nació en la escena hardcore de Los Ángeles, California, con bandas como Descendents y Bad Religion, formadas en 1978 y 1979 respectivamente. Descendents se suelen considerar la primera banda de "punk pop" al mezclar punk y hardcore con melodías de pop. Bad Religion también practicaban un punk bastante crudo pero con presencia de melodía, que fue volviéndose más presente tras su primer álbum de 1981. Se considera que uno de los primeros discos de hardcore melódico como tal es "Subject of change" publicado por el grupo Faith en 1983, aunque es Milo Goes to College, el primer LP de Descendents de 1982, el que sentaría las bases para la posterior evolución del género. En 1988 Bad Religion en su tercer álbum "Suffer" mezclaba melodías vocales influenciadas por la música folk, a la que es aficionado su vocalista y compositor Gregg Graffin, y acordes armónicos de coros vocales. Con este álbum popularizaron una fórmula basada en ritmos rápidos y melodías claras imitada por multitud de bandas en todo el mundo desde entonces, por lo que se considera a Bad Religion el grupo más influyente de este estilo y uno de los más influyentes de la historia del punk rock.
Dag Nasty, banda formada a mediados de los 80 en Washington D. C., es otra banda importante en la germinación del estilo. Formada a mediados de los 80 en Washington D. C., con Brian Baker (ex-Minor Threat y en un futuro lejano miembro de Bad Religion) a la guitarra y más adelante con Dave Smalley (participante de la escena DIY de Boston) como vocalista. El sonido de Dag Nasty era una evolución de lo que Minor Threat había hecho en el LP "Out Of Step" y el emo o post hardcore de la época.
La banda hardcore Gorilla Biscuits nació a finales de los 80, en una onda youth crew y pertenecientes a la escena straight edge, lanzó en 1989 el LP Start Today. Bandas similares como Youth of Today y Side By Side lanzaron grabaciones en dicha época. La banda de Nueva Jersey Turning Point lanzó varios demos y 7", y el LP It's Always Darkest Before The Dawn, este álbum significó la masificación del hardcore melódico, siendo inspiraciones de bandas de la zona, especialmente Lifetime.
A mediados de los 90, gracias al éxito de Offspring y Green Day el punk rock y hardcore melódico tuvieron gran reconocimiento, dando fama a otras bandas importantes de California como RKL, NOFX, Pennywise, Lagwagon, Good Ridance, No Use For A Name, SNFU o Strung Out. Constituyen una parte esencial de los estilos que ha sido inspirado por bandas del punk moderno y el espectro del hardcore, abarcando pop punk y el pop con influencias del hardcore. Con el éxito de estas bandas el estilo melódico californiano así como el punk y el hardcore en general se difundiieron e imitaron en todo el mundo. 
A finales de los 80 y principios de los 90 existían bandas del movimiento punk europeo como Day By Day (Alemania) , Life... But How to Live It? (Noruega), Burning Heads (Francia), Vitu's Dance y NoVeasNo (España) que practicaban estilos que entonces se llamaban hardcore melódico, pues consistían en música punk y hardcore con voces melódicas en todas o algunas partes de la canción. Eran estilos heterogéneos y diferentes del estilo de canción y melodía de lo que se publicaba en California y caracterizados por su originalidad. El hardcore melódico al principio en Europa sin duda se practicaba de una forma peculiar. Por ejemplo el grupo catalán Rouse -proyecto paralelo de la banda de hardcore HHH- mezclaba en su LP de 1992 "Deep Wound" melodías al estilo de Bad Religion o Green Day pero con ritmos el doble de rápidos que lo que hacían casi todas las bandas de hardcore del momento. Dejó de llamarse hardcore melódico a estos estilos cuando el éxito del estilo californiano dio lugar a un sinfín de bandas europeas que imitaban su estilo como Millencolin, Satanic Surfers, Not Available, Bodyjar y más tarde también Burning Heads, y la influencia americana casi hizo desaparecer estos peculiares estilos europeos hasta el punto de que hoy en día cuando se habla de hardcore melódico casi sin excepción se habla de la influencia californiana. Tras la década de 2000 aún existen algunos grupos europeos que mezclan ambas corrientes, como Bambix, y tuvieron lugar reuniones y reediciones de Life... But How to Live It? y Day By Day.
Internacionalmente Rise Against, Cigar, Strike Anywhere, A Wilhelm Scream, No Trigger y Kid Dynamite han sido algunas de las agrupaciones más significantivas de los 2000.
En Argentina, la banda Fun People irrumpió en la escena a inicios de los 90, siendo un ícono latinoamericano, a su vez, al rompimiento de esta, su vocalista Carlos Rodríguez se hizo solista adoptando mayormente el rock alternativo, con el alias de Boom Boom Kid. Otros fieles representantes del estilo son los Shaila, surgidos también en los 90 pero con gran reconocimiento en la escena local durante la década siguiente.
En Chile, de mano del punk rock nació en 1991 la banda Bbs Paranoicos. Asamblea Internacional del Fuego impuso el estilo junto a emo y screamo con su álbum La Marcha de la Desesperanza (2002). Junto con la aparición de esta, se sumaron similares como Subir En Busca Del Aire, Illuminati, Griz, Demian, Illuminati, An Affair e The Isidora Harte. A pesar de la baja de dicho estilo con la aparición de nuevos géneros en la escena de mano del post-hardcore y metalcore, la banda Tenemos Explosivos usa como influencias a bandas como Strike Anywhere, Millencolin y Descendents.
En México a principios de la década del 2000, la mano de bandas como Allison (banda) fuertemente influenciados por bandas norteamericanas con sonidos mezclados hacia el Pop punk, después vendrían bandas que sumarian a la escena undergound de México, como lo son Por siempre Familia (PSF), DON, Bye Bye California, Diez Veces Yo, Again In The Morning, NUNO, Say Ocean, Never Again entre otros.

## Características musicales
Musicalmente presenta las mismas características básicas del punk y el hardcore punk: El compás más utilizado en este género es 4/4, ritmos generalmente rápidos (a menudo entre 150 y 210 bpm), sección de cuerdas (guitarra y bajo) distorsionadas generalmente haciendo la misma nota o acorde, con eventuales juegos de melodías y contrapuntos entre los instrumentos. La voz es melódica, en una o todas las partes de la canción en que aparece, y se crean armonías a varias voces por distintos métodos.
La guitarra generalmente hace un acompañamiento sencillo de hardcore tocado en acorde de quintas, pero es corriente que incluya arreglos con otros acordes más complejos o contrapuntos de melodía, especialmente cuando hay dos guitarras en la banda. En ese caso es frecuente el contrapunto con acordes de octavas, cuartas disminuidas y otros. El bajo generalmente se limita a hacer la tónica de acompañamiento pero también puede incluir arreglos, notas de paso y contrapuntos.
Algunas bandas utilizan acordes de menor séptima y de menor novena en combinación con una cuerda al aire. Este estilo fue inspirado probablemente por Bob Mould, y extendido por Brian Baker en Dag Nasty y más tarde por Dan Yemin en Lifetime.
Algunas bandas utilizan afinación en Drop-D en la guitarra y el bajo para lograr un sonido más pesado que con una afinación estándar. El tempo suele estar entre 180 y 210 pulsaciones por minuto, y el uso de tresillos y tapping (tanto para guitarra como bajo).